# Dobra (gmina w okręgu Hunedoara)
Dobra – gmina w Rumunii, w okręgu Hunedoara. Obejmuje miejscowości Abucea, Bujoru, Dobra, Făgețel, Lăpușnic, Mihăiești, Panc, Panc-Săliște, Rădulești, Roșcani, Stâncești, Stâncești-Ohaba i Stretea. W 2011 roku liczyła 3345 mieszkańców.